# Sondre Nordstad Moen
Sondre Nordstad Moen (né le 12 janvier 1991 à Trondheim) est un athlète norvégien, spécialiste des courses de fond, ancien détenteur du record d'Europe du marathon.

## Biographie
En 2011, il remporte la médaille d'or du 10 000 mètres lors des Championnats d'Europe espoirs se déroulant à Ostrava, avec un temps de 28 min 41 s 66. En 2012, il fait face à une tendinite et une fracture de stress au pied, qui se révèlera en 2013 être une rupture du tendon d'achille.
En 2017 il bat le record de Norvège du marathon qui datait de 30 ans, en 2 h 10 min 7 s. Le 22 octobre 2017, il court le semi-marathon en 59 min 47 s, devenant le second meilleur performeur européen de tous les temps sur la distance derrière Mohamed Farah (59 min 32 s en 2015).
Le 3 décembre 2017, lors du Marathon de Fukuoka, Sondre Moen remporte la course et porte le record d'Europe de la discipline à 2 h 5 min 48 s, améliorant de 48 secondes l'ancien record co-détenu par le Portugais António Pinto et le Français Benoît Zwierzchiewski. Son précédent record personnel était au-delà des 2 h 10 min.
Après avoir animé la course à son début, il abandonne lors du marathon des Championnats d’Europe à Berlin.
Le 11 juin 2020, Moen établit un nouveau record d'Europe sur le 25 000 mètres en 1 h 12 min 46 s 5 à Oslo, en Norvège. Le 7 août, il pense établir un nouveau record d'Europe de l'heure en parcourant 21,131 km à Kristiansand en Norvège, effaçant ainsi des tablettes le vieux record du Néerlandais Jos Hermens (20,944 km) réalisé en 1976. Mais quelques jours plus tard, ce record est invalidé par la World Athletics en raison d'un nouveau règlement qui interdit les chaussures à semelle de plus de 25 mm sur les distances de 800 m et au-delà. Or, Moen a utilisé des chaussures Nike Vaporfly avec des semelles de 40 mm d'épaisseur, enfreignant ainsi les nouvelles règles.

## Palmarès
| Date | Compétition                            | Lieu           | Résultat | Épreuve       | Temps           |
| ---- | -------------------------------------- | -------------- | -------- | ------------- | --------------- |
| 2008 | Championnats d'Europe de cross-country | Bruxelles      | 2e       | Individuel    | 18 min 47 s     |
| 2008 | Championnats d'Europe de cross-country | Bruxelles      | 2e       | équipes       | 51 pts          |
| 2009 | Championnats d'Europe juniors          | Novi Sad       | 5e       | 5 000 m       | 14 min 26 s 23  |
| 2010 | Championnats d'Europe                  | Barcelone      | 14e      | 10 000 m      | 29 min 19 s 63  |
| 2011 | Championnats du monde de cross-country | Punta Umbría   | 36e      | Individuel    | 35 min 58 s     |
| 2011 | Championnats d'Europe espoirs          | Ostrava        | 1er      | 10 000 m      | 28 min 41 s 66  |
| 2011 | Championnats d'Europe de cross-country | Velenje        | 3e       | Individuel    | 23 min 48 s     |
| 2011 | Championnats d'Europe de cross-country | Velenje        | 1er      | équipes       | 59,5 pts        |
| 2014 | Championnats d'Europe                  | Zürich         | 9e       | 10 000 m      | 28 min 50 s 53  |
| 2015 | Marathon de Florence                   | Florence       | 4e       | Marathon      | 2 h 12 min 54 s |
| 2016 | Semi-marathon de Nice                  | Nice           | 6e       | Semi-marathon | 1 h 02 min 19 s |
| 2016 | Jeux olympiques                        | Rio de Janeiro | 19e      | Marathon      | 2 h 14 min 17 s |
| 2017 | Marathon de Hanovre                    | Hanovre        | 3e       | Marathon      | 2 h 10 min 7 s  |
| 2017 | Semi-marathon de Valence               | Valence        | 4e       | Semi-marathon | 59 min 48 s     |
| 2017 | Marathon de Fukuoka                    | Fukuoka        | 1er      | Marathon      | 2 h 5 min 48 s  |

## Records
| Épreuve       | Performance            | Lieu           | Date              |
| ------------- | ---------------------- | -------------- | ----------------- |
| 1 500 mètres  | 3 min 48 s 65          | Oslo           | 11 juillet 2014   |
| 3 000 mètres  | 7 min 52 s 55          | Nembro         | 7 juillet 2017    |
| 5 000 mètres  | 13 min 20 s 16         | Heusden-Zolder | 22 juillet 2017   |
| 5 kilomètres  | 13 min 37 s            | Monaco         | 17 février 2019   |
| 10 000 mètres | 27 min 24 s 78 (NR)    | Kristiansand   | 31 août 2019      |
| 10 kilomètres | 27 min 55 s            | Prague         | 9 septembre 2017  |
| 10 miles      | 47 min 32 s            | Amsterdam      | 18 septembre 2016 |
| Semi-marathon | 59 min 48 s (NR)       | Valence        | 22 octobre 2017   |
| 20 000 mètres | 1 h 0 min 43 s 31 (NR) | Førde          | 13 septembre 2014 |
| 25 000 mètres | 1 h 12 min 46 s 5 (CR) | Oslo           | 11 juin 2020      |
| Marathon      | 2 h 5 min 48 s (NR)    | Fukuoka        | 3 décembre 2017   |